# Стали, Франсуа
Франсуа Стали (фр. François Stahly, настоящее имя Тициан Стали; 8 марта 1911, Констанц — 3 июля 2006, Париж) — французский скульптор швейцарского происхождения.

## Жизнь и творчество
Родился в немецком городе Констанц в семье швейцарского художника и фотографа Леопольда Стали и немки Элизабет Крафт. В 1912—1931 годах жил в Швейцарии — в Лугано, Винтертуре и Цюрихе. В молодости изучал художественное мастерство в Школе прикладного искусства в Винтертуре (с 1926), где подпал под влияние творческих идей движения баухаус. После переезда в Париж в 1931 году поступил в академию Рансона, изменив своё имя Тициан на Франсуа. В 1944 году получил французское гражданство. В 1958 году вместе с несколькими другими французскими художниками снимает бюро-мастерскую в парижском пригороде Мёдон. В 1959 г. участвовал в выставке современного искусства documenta II в Касселе.
Франсуа Стали известен в первую очередь своими скульптурами из дерева. Он обрабатывал инструментами стволы до самых корней. Также является автором произведений из бронзы, камня и нержавеющей стали. В начальной период своего творчества создавал фигуративные скульптуры (например, бюст жены, Клод Стали, в 1943), затем увлёкся абстрактным искусством. Международное признание пришло к мастеру после создания деревянного лабиринта из тика перед зданием палаты представителей штата Нью-Йорк в Олбани.
Стали был лауреатом многочисленных национальных и международных премий. С 1992 года он был членом парижской Академии изящных искусств.